# Aeródromo de Pitomnik
El aeródromo de Pitomnik  (en ruso: питомник, lit. vivero) fue un aeródromo de Rusia. Durante la Segunda Guerra Mundial, fue uno de los principales aeródromos de los siete utilizados por la Wehrmacht alemana durante la Batalla de Stalingrado.
Los vuelos originarios de Pitomnik generalmente tenían dos destinos principales fuera de la bolsa, Tatsinskaya y Morozovskaya.

## Visión general
El aeródromo fue capturado por el 6.º Ejército alemán cuando conectó allí con el 4.º Ejército Panzer el 3 de septiembre de 1942.

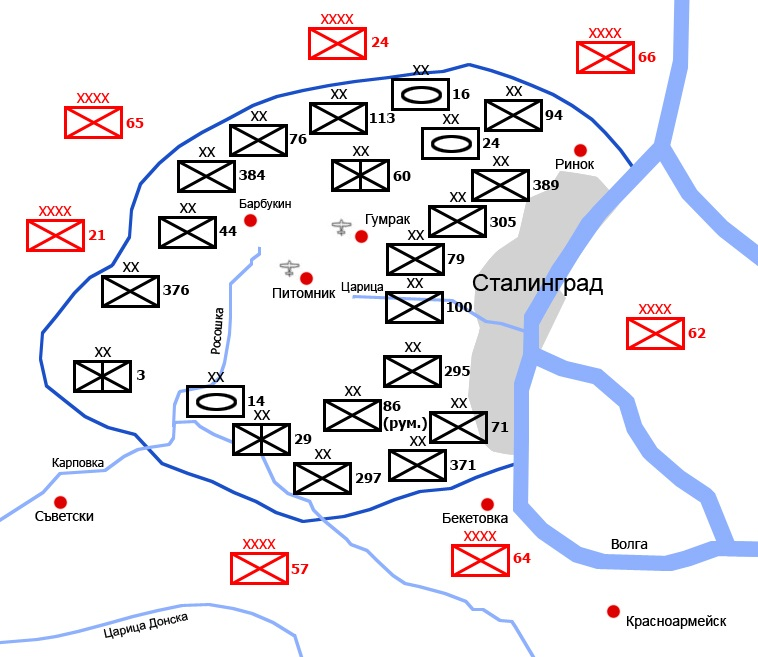
Mapa de la bolsa de Stalingrado, con Pitomnik en el centro.

El aeródromo de Pitomnik era uno de los siete aeródromos dentro de la bolsa de Stalingrado después de que el 6.º Ejército fuera rodeado y el único equipado correctamente para manejar grandes cantidades de tráfico aéreo.
Ordenado el "caldero" por Friedrich Paulus, Wilhelm Adam voló de la pista de aterrizaje de Morozovsk a Pitomnik el 12 de diciembre de 1942. Después de su despegue con su Heinkel He 111, Adam señaló: "El lugar estaba lleno de aviones estrellados y vehículos destruidos: hay un 'Condor', aquí un 'Focke Wulf'. Entre la destrucción había varios Junkers Ju 52 y Heinkel He 111, ¡obra de los bombarderos y pilotos rojos!"
Junto con las defensas antiaéreas, el aeródromo estaba protegido por aviones de combate de la Jagdgeschwader 3, elementos que estaban emplazados allí (el resto de la JG 3 estaba estacionado fuera de la bolsa). A mediados de enero, se ordenó a los restantes aviones del grupo que abandonaran la bolsa.
El aeródromo fue utilizado para desplazar al resto del personal femenino del hospital del 6.º Ejército, cuando el pesimismo de la situación se hizo evidente. El personal médico masculino no estaba autorizado a salir. Los bordes de la pista estaban llenos de soldados alemanes heridos cuyas condiciones eran consideradas lo suficientemente leves como para no ser evacuados, y solo los casos severos fueron evacuados por vía aérea.
A partir del 15 de enero, Pitomnik estuvo bajo fuego de artillería del Ejército Rojo y dos días más tarde, el aeródromo fue capturado, dejando al 6.º Ejército con Gumrak como su único aeródromo de suministro. Karpovka ya había caído el 13 de enero y junto a Pitomnik, cuatro otros aeródromos cayeron el 17 de enero. Gumrak finalmente cayó el 23 de enero, dejando al 6.º Ejército sin ningún tipo de apoyo directo.
Desde 2009, la ubicación del aeródromo de Pitomnik se utiliza como tierras de cultivo.

## Aeródromo de la Batalla de Stalingrado

### Aeródromos de la bolsa
Siete aeródromos fueron utilizados dentro de la bolsa para suministrar al 6.º Ejército:
- Pitomnik
- Bolshaia Rossoshka
- Stalingradski
- Gumrak, ahora Aeropuerto Internacional de Volgogrado
- Basargino
- Voroponovo
- Karpovka

### Aeródromos externos
Once aeródromos fueron utilizados para abastecer al 6.º Ejército desde fuera de la bolsa:
- Morozovskaya
- Tatsinskaya
- Sverovo
- Salsk
- Stalino-Nord
- Novocherkask
- Lugansk
- Jórlivka
- Makiivka
- Kostiantynivka
- Rostov